# Linung Ayu
Linung Ayu is een bestuurslaag in het regentschap Aceh Tengah van de provincie Atjeh, Indonesië. Linung Ayu telt 169 inwoners (volkstelling 2010).